# Mariä Geburt (Oberweiling)

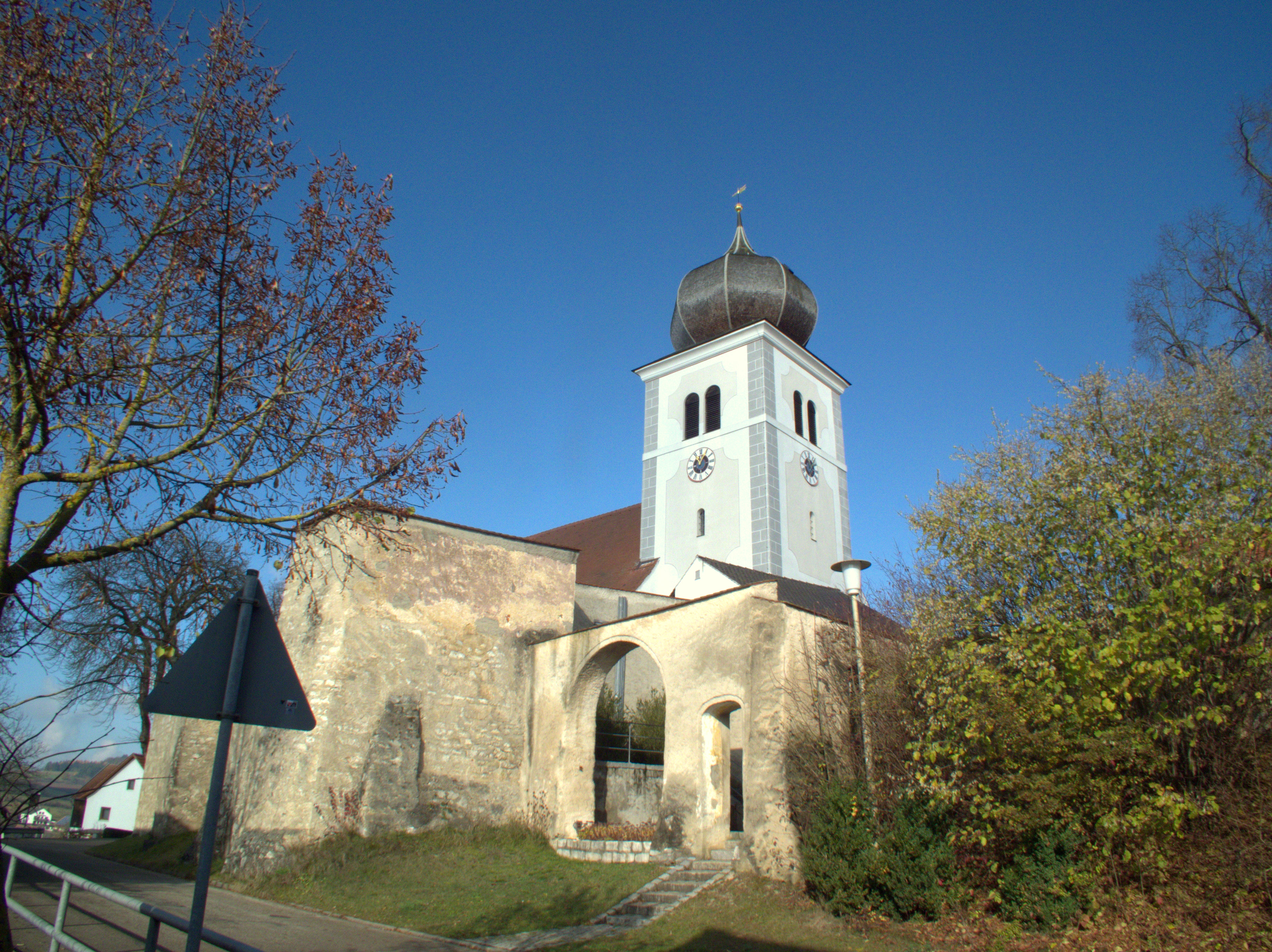
Mariä Geburt in Oberweiling

Die Pfarrkirche Mariä Geburt in der Diözese Eichstätt  steht in Oberweiling, einem Ortsteil der Stadt Velburg, und wurde um 1020 erbaut. Die Anlage wird als Bodendenkmal unter der Aktennummer D-3-6735-0093 im Bayernatlas als „archäologische Befunde des Mittelalters und der frühen Neuzeit im Bereich der Kath. Pfarrkirche Mariä Geburt in Oberweiling, darunter die Spuren von Vorgängerbauten bzw. älterer Bauphasen“ geführt. Ebenso ist sie unter der Aktennummer D-3-73-167-89  als denkmalgeschütztes Baudenkmal von Oberweiling verzeichnet.

## Geschichte
Die Oberweilinger Kirche St. Maria ist eine Chorturmanlage. Erstmals urkundlich erwähnt wird „Weiling“ als Schenkung im Jahr 1002 in einer Urkunde König Heinrichs II. am 20. November 1002.
Während des Dreißigjährigen Krieges am 7. Juli 1632 wurden der Pfarrhof samt Stadel und Stall, ein Teil des Kirchturms und das Dorf Oberweiling bis auf einige Häuser von den schwedischen Truppen abgebrannt. 1633 bekam Oberweiling von der Regierung nur die Kosten für den Neuaufbau des Kirchturms.
Nach dem erneuten Einsturz des Kirchturms und der Friedhofsmauer im Jahr 1682 wurde deren Wiederaufbau ebenfalls mit einer Zehentbeschlagnahme finanziert.

## Baulichkeit

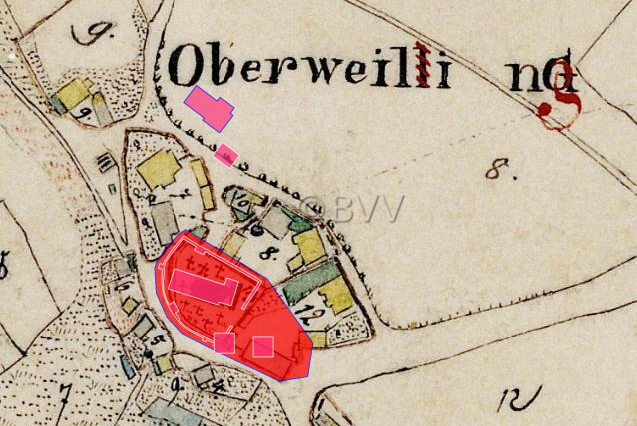
Lageplan der Kirche Mariä Geburt (Oberweiling) auf dem Urkataster von Bayern

Die Kirchenausstattung, die heute dort zu besichtigen ist, stammt aus dem frühen 18. Jahrhundert. Ein beeindruckendes Bild bietet die umfassende Friedhofsmauer mit der Lourdesgrotte, die 1905 errichtet wurde. Die Wehrmauer bzw. Friedhofsmauer bot früher den Einheimischen Schutz vor durchwandernden Truppen, besonders im Dreißigjährigen Krieg. Der Friedhof wurde in den 1960er-Jahren erweitert. 1968 wurde ein neues Pfarrhaus erbaut. In den 1980er-Jahren wurde das alte Pfarrhaus mutwillig zum Einsturz erbracht.
Die Kirche ist die Hauptkirche in der Pfarrgemeinde Oberweiling. Das Gebäude und die Wehrmauer sind denkmalgeschützt.